# Ушіян
Ушіян (перс. اوشيان) — село в Ірані, у дегестані Ушіян, у бахші Чабоксар, шагрестані Рудсар остану Ґілян. За даними перепису 2006 року, його населення становило 1493 особи, що проживали у складі 409 сімей.